# 马恩岛政党列表
这是一个马恩岛政党列表。

## 现存政党
- 马恩岛绿党
- 自由马恩党
- 马恩工党
- 马恩之子（英语：Mec Vannin）[1]